# چکیونیکا
چکیونیکا (به لاتین: Trzeciewnica) یک روستای لهستان در لهستان است که در Gmina Nakło nad Notecią واقع شده‌است.

## خصوصیات
چکیونیکا ۷۱۰ نفر جمعیت دارد.